# گوجه‌فرنگی گلابی

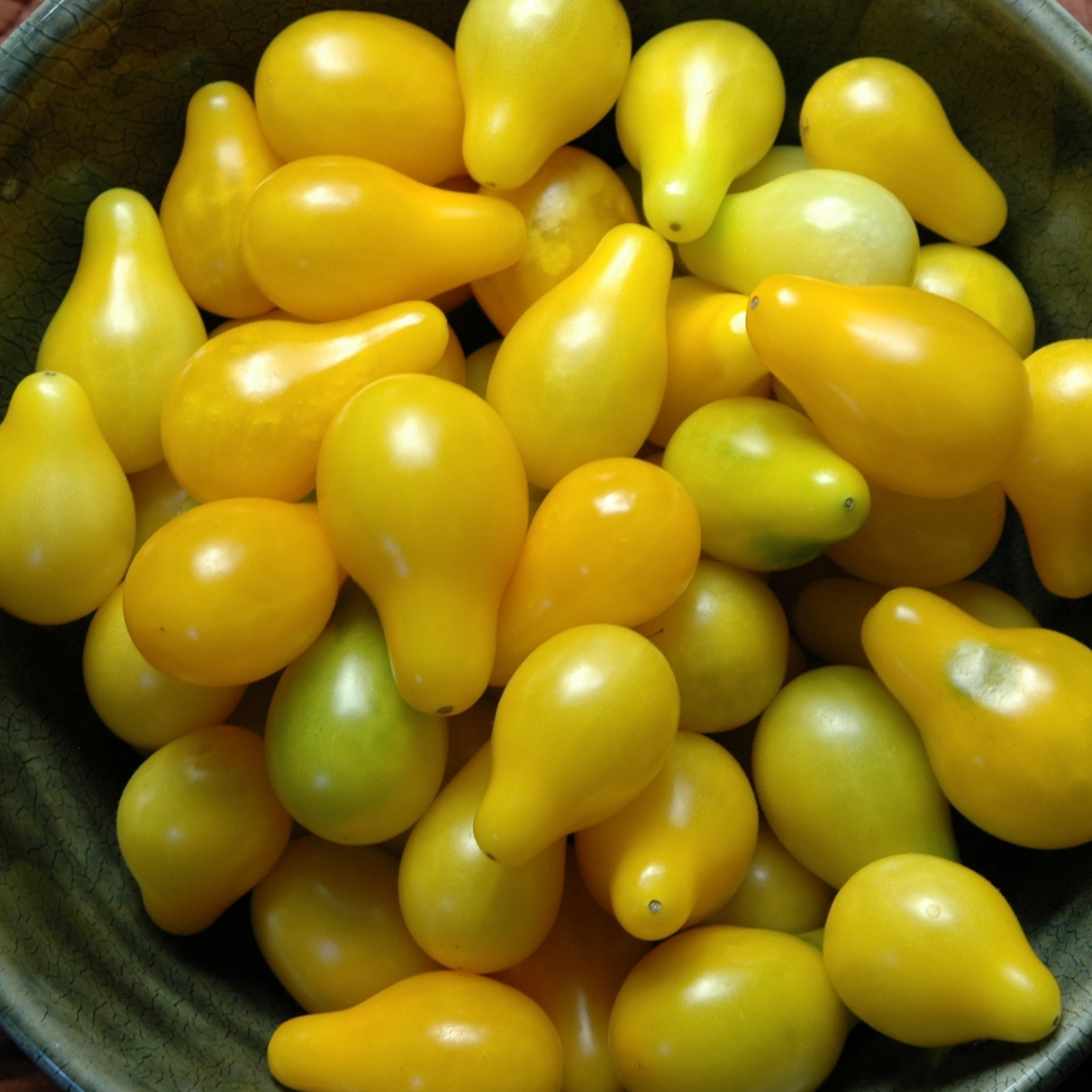
مجموعه‌ای از گوجه‌فرنگی‌های گلابی زرد

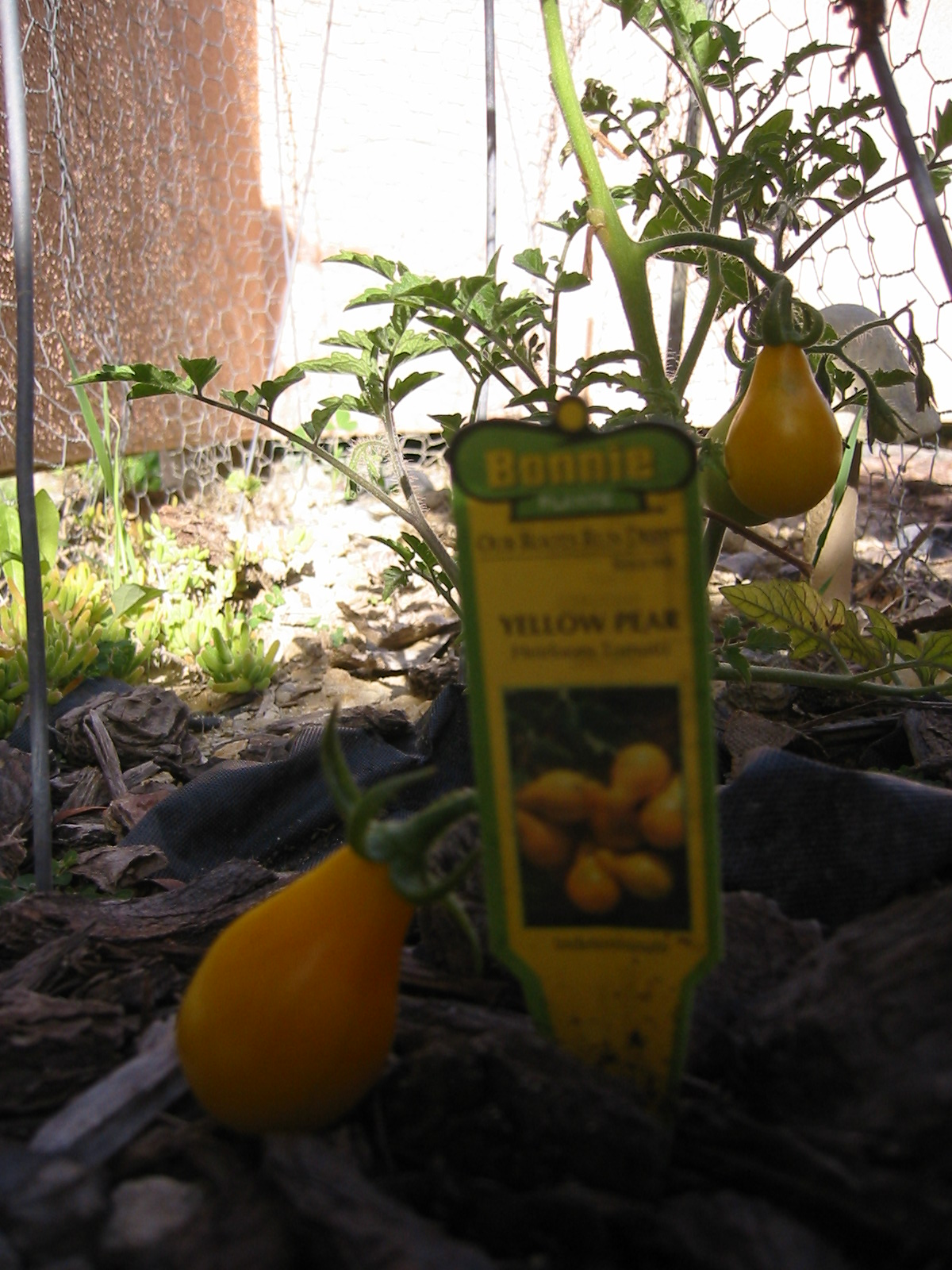
گوجه‌فرنگی گلابی زرد روی بوته

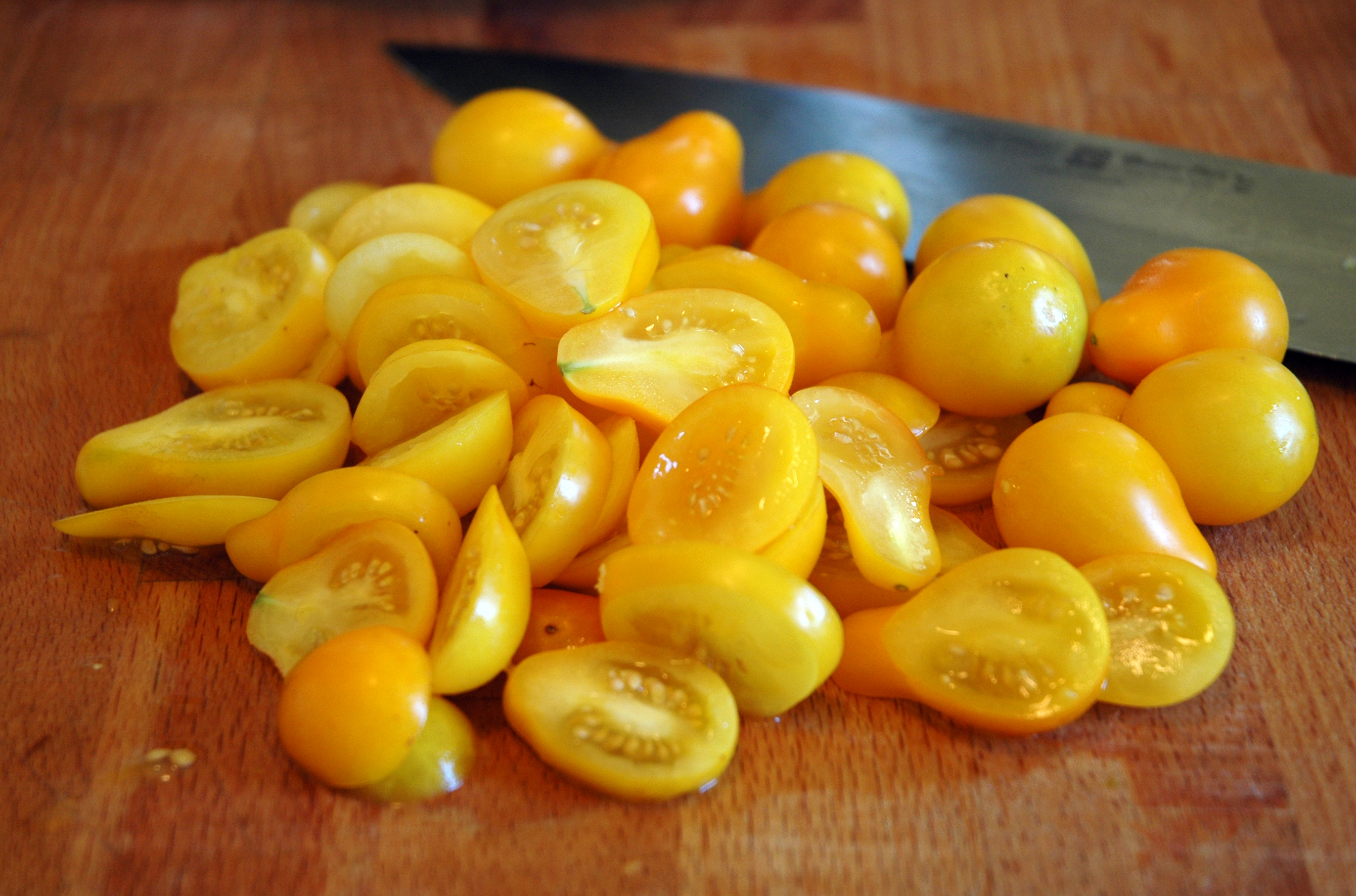
گوجه‌فرنگی گلابی زرد خرد شده

گوجه‌فرنگی گلابی (نام علمی: Lycopersicon esculentum Mill. pyriforme) از خانواده گوجه‌فرنگی است و به آن گوجه گلابی هم می‌گویند. این واریته اولین بار در قرن ۱۸ در اروپا معرفی شد. و در قرن بعد به انگلستان و ایالات متحده هم معرفی شد. بررسی‌ها نشان می‌دهد که انگلیسی‌ها در سال ۱۷۵۲ از آن برای مزه‌دار کردن سوپ‌ها استفاده می‌کردند.
این گوجه‌فرنگی انواع زرد، نارنجی و قرمز هم دارد که نوع زرد رایج‌تر است. این گوجه‌فرنگی‌ها معمولاً شیرین و به شکل گلابی ولی کوچک‌تر از آن هستند. آن‌ها جزو تره‌بار رسمی هستند و سه نام رایج دیگر مانند گیاهان گوجه فرنگی گلابی قرمز / نارنجی / زرد دارند.
این گوجه‌فرنگی اسیدیته و تخم کمتری به نسبت  بقیه گوجه‌ها دارد و به همین دلیل در تزیین انواع غذاها و سالادها استفاده می شود.
۷۸ روز طول می‌کشد تا برسد و برای کشت در مناطق دارای  آب و هوای خنک و تابستان های خنک و کوتاه مناسب است.
در برابر بیماری های ورتیسیلیوم و آلترناریا و همینطور خاک بد و کم آبی مقاومت بیشتری نسبت به گوجه‌فرنگی‌های معمولی دارد.
گیاهی یک ساله است و  ساقه‌هایی  کرک‌دار و شاخه شاخه دارد . برگ های آن مرکب بوده و از برگچه‌های بریده تشکیل شده است . 